# Shin Chan: Las nuevas aventuras para Wii
Shin chan: ¡Las nuevas aventuras para Wii! (クレヨンしんちゃん 最強家族カスカベキング うぃ〜 Crayon Shin chan: Saikyô Kazoku Kasukabe King Wii?) es un videojuego desarrollado y publicado por Banpresto para Wii, basado en el manga y anime Crayon Shin-chan. El juego salió a la venta el 2 de diciembre de 2006 en Japón y el 25 de abril de 2008 en España. Este juego solo ha salido a la venta en Japón y España. Se trata de una serie de minijuegos integrados en el mundo de Shin Chan.